# Neptis ida
Neptis ida är en fjärilsart som beskrevs av Moore 1858. Neptis ida ingår i släktet Neptis och familjen praktfjärilar. Inga underarter finns listade i Catalogue of Life.

## Bildgalleri

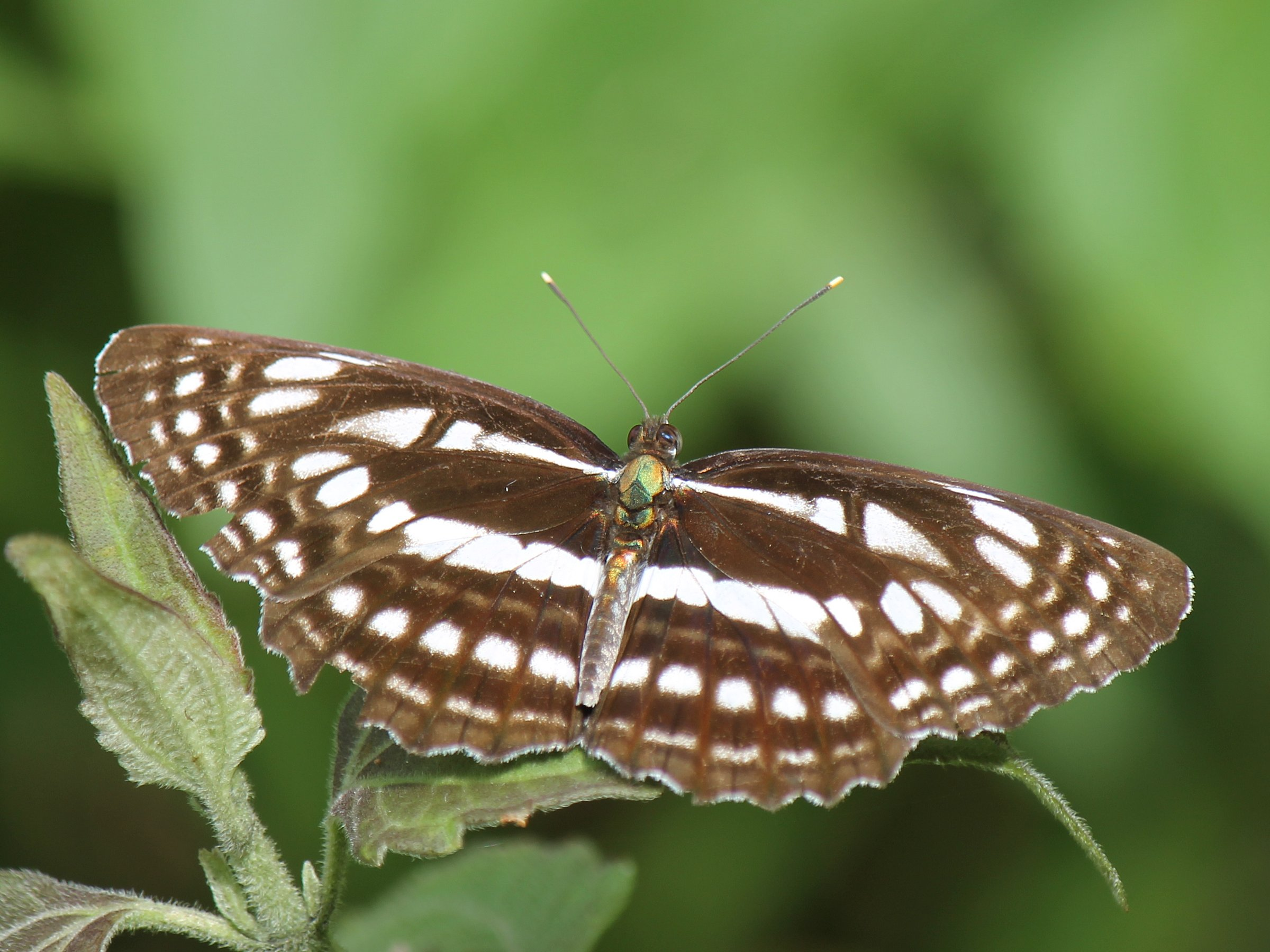